# 南勢バイパス
南勢バイパス（なんせいバイパス）は、三重県松阪市から伊勢市にかけて市街地を迂回する国道23号バイパス。松阪市西黒部町1交差点から伊勢市通町ICまでは国道42号と重複している。

## 概要
伊勢神宮を初めとする伊勢志摩への観光客で賑わう同区間の混雑解消を目的に建設された。年末年始等のパークアンドバスライド実施期間中は、内宮周辺区間でシャトルバス専用レーンが設けられる。
1970年（昭和45年）に事業化され、1975年（昭和50年）に暫定2車線で開通した。ほぼ全線が平面供用であるが、1994年（平成6年）には全線4車線化が完了し、2001年（平成13年）には伊勢地区の6車線化が完了している。

### 路線データ
- 起点：三重県松阪市小津町（小津町交差点）
- 終点：三重県伊勢市宇治浦田町（中村町交差点）
- 全長：31.3km
- 車線数：4車線（松阪地区、伊勢地区は6車線）

## 主な交差点
- 上側が起点側、下側が終点側。左側が上り側、右側が下り側。
- 交差する道路は、県道以上の道路および立体交差をするもしくは立体交差をする計画の道路。特記がないものは市町道。

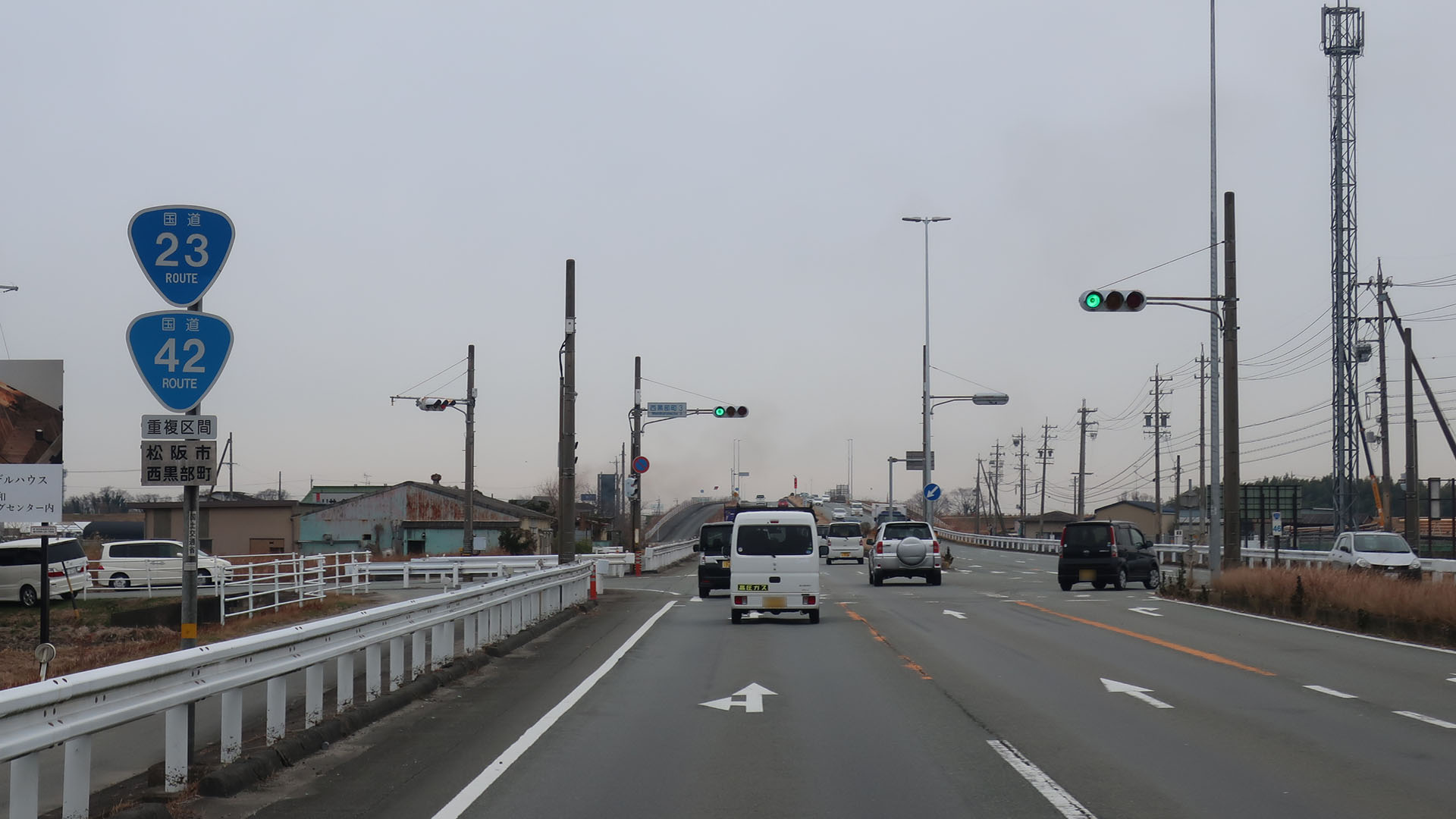
南勢バイパス 国道23号、国道42号との重複区間 三重県松阪市西黒部町
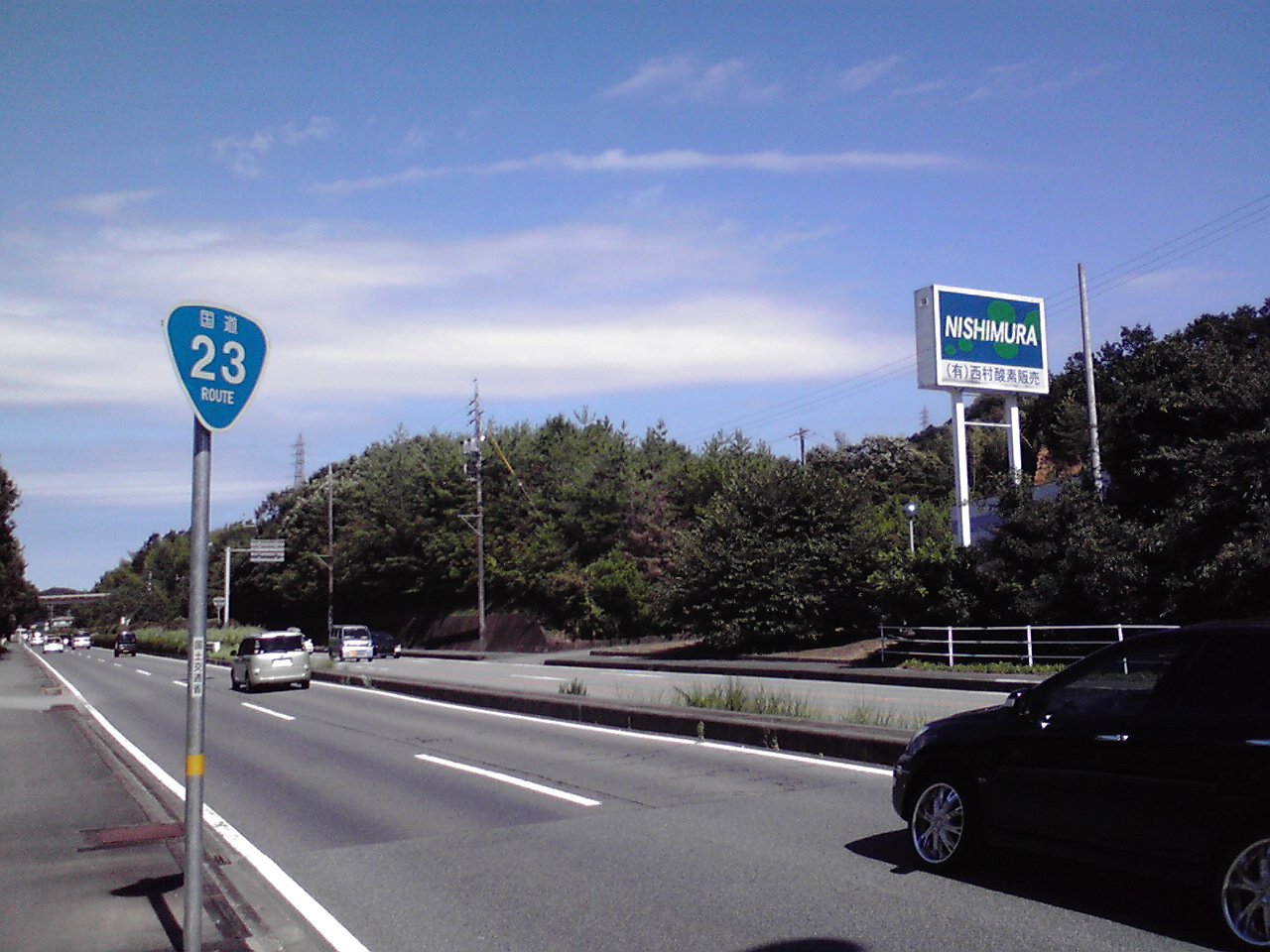
南勢バイパス（伊勢市楠部町）

| 交差する道路など                            | 交差する道路など                        | 交差する場所  | 交差する場所       | 交差する場所 | 備考                                                       |
| ------------------------------------------- | --------------------------------------- | ------------- | ------------------ | ------------ | ---------------------------------------------------------- |
| 中勢バイパス 国道23号 津・四日市方面        |                                         |               |                    |              |                                                            |
| 国道23号（現道）                            | 国道23号（現道）                        | 松阪市        | 小津ランプ         | 小津町       | すぐ南の小津町南交差点より先は国道166号                    |
| 三重県道699号六軒鎌田線                     |                                         | 松阪市        |                    |              |                                                            |
| 三重県道509号松阪港線                       | 三重県道509号松阪港線                   | 松阪市        | 大口町南           | 大口町南     |                                                            |
| 松阪市宮町方面                              |                                         | 松阪市        | （新愛宕橋）       | 高町新橋     |                                                            |
| 三重県道705号大淀東黒部松阪線               |                                         | 松阪市        | 高町               | 高町         | 西黒部町1まで県道が重複                                    |
| 国道42号（松阪多気バイパス）                | 三重県道705号大淀東黒部松阪線           | 松阪市        | 西黒部町1          | 西黒部町1    | ここから通町ICまで国道42号との重複区間                     |
| 三重県道59号松阪第2環状線                   |                                         | 松阪市        | 西黒部町2          | 西黒部町2    |                                                            |
| 櫛田川                                      | 櫛田川                                  | 松阪市        | 松阪東大橋         | 松阪東大橋   |                                                            |
| 三重県道706号東黒部早馬瀬線                 | 三重県道706号東黒部早馬瀬線             | 松阪市        | 東黒部町           | 東黒部町     |                                                            |
| 三重県道707号南藤原竹川線                   | 三重県道707号南藤原竹川線               | 多気郡 明和町 | 養川               | 養川         |                                                            |
| 三重県道60号伊勢松阪線                      | 三重県道60号伊勢松阪線                  | 多気郡 明和町 | 行部1              | 行部1        |                                                            |
| 三重県道510号大淀港斉明線                   | 三重県道510号大淀港斉明線               | 多気郡 明和町 | 大淀               | 大淀         |                                                            |
| 三重県道713号東大淀小俣線                   | 三重県道713号東大淀小俣線               | 伊勢市        | 東大淀町           | 東大淀町     |                                                            |
| 三重県道714号村松明野停車場線               | 三重県道714号村松明野停車場線           | 伊勢市        | 村松町4            | 村松町4      |                                                            |
| 三重県道511号豊北港小俣線                   | 三重県道511号豊北港小俣線               | 伊勢市        | 西豊浜町IC         | 西豊浜町IC   | 三重県道60号伊勢松阪線と間接接続                           |
| 宮川                                        | 宮川                                    | 伊勢市        | 宮川大橋           | 宮川大橋     |                                                            |
| 三重県道748号大湊宮町停車場線               | 大湊町方面                              | 伊勢市        | 宮川IC             | 宮川IC西     | 県道60号を経て伊勢神宮（外宮）方面 高向まで県道748号が重複 |
|                                             | 三重県道748号大湊宮町停車場線           | 伊勢市        | 高向               | 高向         |                                                            |
| 三重県道201号宇治山田港伊勢市停車場線       | 三重県道201号宇治山田港伊勢市停車場線   | 伊勢市        | 小木町1            | 小木町1      |                                                            |
| 三重県道102号伊勢二見線                     | 国道42号・三重県道102号伊勢二見線       | 伊勢市        | 通町IC（通跨道橋） | 通町IC       | ここまで国道42号との重複区間                               |
| 三重県道22号伊勢南島線                      |                                         | 伊勢市        | 黒瀬町             | 黒瀬町       |                                                            |
| E23 伊勢自動車道                            | 伊勢二見鳥羽ライン （三重県道37号新道） | 伊勢市        | 伊勢IC             |              |                                                            |
| 三重県道37号鳥羽松阪線                      | 三重県道37号鳥羽松阪線                  | 伊勢市        | 楠部町             | 楠部町       |                                                            |
| 三重県道12号伊勢南勢線                      |                                         | 伊勢市        | 中村町             | 中村町       |                                                            |
| 国道23号・三重県道12号 伊勢神宮（内宮）方面 |                                         |               |                    |              |                                                            |

- 南勢バイパス
国道23号、国道42号との重複区間
三重県松阪市西黒部町
- 南勢バイパス（伊勢市楠部町）

## 利用状況
交通量
| 地点             | 平日12時間        | 平日24時間        |
| 地点             | 2005年度⇒2010年度 | 2005年度⇒2010年度 |
| 松阪市大平尾町   | 30,594台⇒26,447台 | 41,914台⇒35,796台 |
| 多気郡明和町大淀 | 25,223台⇒21,992台 | 34,443台⇒29,595台 |
| 伊勢市御薗町長屋 | 36,515台⇒34,879台 | 50,026台⇒47,087台 |
| 伊勢市黒瀬町     | 22,534台⇒21,908台 | 30,872台⇒25,194台 |
| 伊勢市中村町     | 5,516台⇒ 5,478台  | 6,558台⇒ 6,301台  |